# 法律事務所
法律事務所（ほうりつじむしょ、英: law firm）は、通常は1人または複数の弁護士から構成される法律事務を業として行うための事業体をいう。
日本の法令用語としては、「弁護士の事務所」（弁護士法第20条1項。ここでいう「弁護士」とは日本法上の弁護士を指す。）をいい、事業を行う場そのものを指す。
以下、便宜のため、前者の意味では弁護士事務所の語を用い、後者の意味では法律事務所の語を用いる。
銀行等と同じく、弁護士資格を持つ者が所属しない団体（司法書士事務所など）が名乗ることが法律で禁止された名称である（弁護士法第74条）。

## 概要
多くの弁護士は、所属する弁護士事務所において法律事務を遂行する。
弁護士事務所の規模は様々であり、1人の弁護士からのみ構成されることもあれば（ただし、弁護士とは別に事務員もいるのが通常である。）、世界各国に事務所を有し、さまざまな法域の数千人の弁護士を抱えるような規模のものまである。大規模な法律事務所は「ロー・ファーム」と呼ばれることもある。
日本において弁護士活動を行うためには弁護士会への登録が必須であるところ、各弁護士の所属法律事務所は弁護士会の名簿に登録されている（弁護士法21条、日弁連会則18条3号）。
弁護士が複数の法律事務所を設置することは禁止されている（弁護士法20条3項本文）。そのため、支店展開などには弁護士法人が用いられることが多い。
官公庁や企業の内部において法律事務を遂行するインハウスロイヤーの場合は、法律事務所に所属していない場合もある。

## 法的形態

### 企業形態としての分類
個人事業
1人の弁護士が経営する法人格のない弁護士事務所（雇用される弁護士がいる場合もあればいない場合もある。）は非常に多く、弁護士事務所の数としても多い。
無限責任の組合
出資者たる弁護士が複数である場合には非常に多く見られる。
日本法では民法上の組合であり、英米法ではジェネラル・パートナーシップである。
有限責任の組合
英米法ではリミテッド・ライアビリティー・パートナーシップである。英国や米国の弁護士事務所にはこの形態を採用するものが多い。
日本には、これに相当する企業形態として有限責任事業組合があるが、現行法においては日本の弁護士事務所がこの形態を採用することは許されない。
無限責任の法人
日本法では弁護士法人である。
有限責任の法人
英米法のLLCなど。日本法では弁護士事務所はこの形態を採用することはできない。

### 日本の弁護士法上の分類
弁護士法人に属さない法律事務所
最も一般的な形態であり、企業形態としては個人企業又は民法上の組合である。一人の弁護士が複数の法律事務所を設けることはできない。
弁護士法人
弁護士を社員とする社団法人。外国法事務弁護士は社員となることができない。税務上の効果を狙って、あるいは、国内に複数の法律事務所を設けるため（大阪から東京に進出するためや、東京に本店をもつ事務所が全国展開を行うためなど）に弁護士法人が採用されることがある。
外国法事務弁護士事務所
外国法事務弁護士の事務所。
外国法事務弁護士法人
外国法事務弁護士を社員とする社団法人。
外国法共同事業
（日本法の）弁護士または弁護士法人と外国法弁護士による組合契約その他の継続的契約による共同事業。

## 弁護士事務所における地位・役職と通称
代表弁護士（ボス弁）
ある弁護士を雇う（ただし契約類型は雇用とは限らない。以下同じ。）弁護士。「ボス弁護士」の略。パートナーはこの一種であると言える。
委託弁護士（イソ弁）
ボス弁に雇われる弁護士。「居候弁護士」の略。アソシエイトはこの一種であると言える。
ノキ弁
法律事務所に間借りをし、指導を受けることはあるものの、あくまで別の個人企業として職務を行う弁護士（「ノキ」は軒のこと）。したがって、法律事務所における地位・役職というわけではない。この場合の「事務所」は電話と机がそれぞれ一つだけ。
パートナー
「組合員」の意。出資者としての地位を有する弁護士、または雇用される弁護士ではあるがそれと同格とされる地位にあるもの。共同経営による弁護士事務所は通常は組合であることによるものであり、（弁護士法人の社員など）実際には組合でなくてもパートナーと呼ぶことが多い。出資者であれば弁護士事務所の経営について決定権を有するが、大規模な法律事務所においては、特に重要なものを除き経営に関する判断が一部の複数の弁護士に委任され、さらにその中から一部の弁護士に執行が委任されるなどする。
シニア・パートナー
パートナーの中で最も上席の1ないし数名の者。代表パートナーともいう。
マネージング・パートナー
パートナーの中で業務執行のトップを務める者。執行パートナーともいう。
エクイティ・パートナー
パートナーの中でエクイティ（持分）を有する立場にある者。エクイティを有しない者にもパートナーという名称の職位を付すことがあり、そのようなパートナーと区別して用いる。

メンバー
「社員」の意。組合ではなくLLC形態などの法律事務所において、その社員たる弁護士。パートナーに相当する。メンバーとそれと同格の者を含めてパートナーと呼ぶこともある。
アソシエイト
弁護士事務所に雇用される若手の弁護士に付される職位。パートナー（またはメンバー）とは違って出資者ではない。
客員、顧問、カウンセル、オブ・カウンセルなど
出資者ではなく雇用される弁護士ではあるが、アソシエイトとは区別されてそれなりに尊重される立場を与えられた者。対外的に直接に業務を行わないこともある。学者、法曹資格のない者（元行政官など）、引退したパートナーあるいはパートナーに次ぐ地位の弁護士など、さまざまな者に与えられる地位で、その名称もさまざまである。
その他の専門職
日本の法律事務所の場合は、弁理士、公認会計士、税理士、司法書士・認定司法書士、行政書士など。
スタッフ、事務員
弁護士やこれに準じる者以外の一般の従業員。大規模な法律事務所においてはパラリーガルとそれ以外（主に秘書）に分化しているのが通常である。総称して「事務局」と呼ぶこともある。大規模事務所においては、総務部門・経理部門等の専門スタッフが置かれることもある。
パラリーガル
弁護士の指揮・監督の下でその法律事務を補佐するが、法曹資格は有しない。
秘書
対外的・内部的な一般的な事務を処理する。

研修生
研修目的で一時滞在する者。
その身分は、一時的に弁護士となった司法官（裁判官や検察官）、外国の弁護士、法曹になるための訓練中の者（司法修習生、法学部生、ロー・スクール生（サマー・クラークやエクスターンなど）など）、法曹資格のない公務員など様々である。スタジエールと呼ばれることも。

## 専門による分類
日本においては、次のような分類がなされる。
まず、特定の分野に特化した専門性の強い弁護士事務所はブティックと呼ばれる。広義の企業法務のうち、金融法務や知的財産（特に特許）、倒産について見られる。ブティック事務所は比較的小規模であることが多い。
これに対して、さまざまな分野を扱う弁護士事務所は、総合法律事務所と呼ばれ、日本の弁護士事務所の名称によく用いられる。ただし、総合法律事務所の中にも、一般民事を中心とするものから企業法務を中心とするものまでさまざまである。
また、かつては渉外性のある（＝国際的な）企業法務に特化した弁護士事務所が渉外事務所と呼ばれていた。近年、国内においても急増した専門性の高い企業法務（M&Aやストラクチャード・ファイナンスなど）をこれらの弁護士事務所が担うようになり、もはや渉外案件に特化した弁護士事務所ではなくなっているが、これらの弁護士事務所は依然として渉外事務所と呼ばれている。

## 世界の法律事務所 売り上げTOP10
| 順位 | 国籍           | 法律事務所名           | 弁護士数 | 売り上げ   |
| ---- | -------------- | ---------------------- | -------- | ---------- |
| 1位  | イギリス       | DLAパイパー            | 4036人   | 約2586億円 |
| 2位  | アメリカ合衆国 | ベーカー・マッケンジー | 4037人   | 約2564億円 |
| 3位  | アメリカ合衆国 | レイタム・ワトキンス   | 2033人   | 約2360億円 |
| 4位  | アメリカ合衆国 | スカデン・アープス     | 1735人   | 約2343億円 |
| 5位  | イギリス       | クリフォード・チャンス | 2525人   | 約2136億円 |
| 6位  | アメリカ合衆国 | カークランド・エリス   | 1517人   | 約2054億円 |
| 7位  | イギリス       | フレッシュフィールズ   | 2049人   | 約2052億円 |
| 8位  | イギリス       | リンクレイターズ       | 2406人   | 約2009億円 |
| 9位  | イギリス       | アレン・オベリー       | 2304人   | 約1999億円 |
| 10位 | アメリカ合衆国 | ジョーンズ・デイ       | 2363人   | 約1819億円 |